# Джозеф Ретінгер
Джóзеф (Ю́зеф) Єронім Ретінгер (пол. Józef Hieronim Retinger, 17 квітня 1888 — 12 червня 1960) — польський і англійський політик, засновник Ради Європи та Європейського руху, який пізніше еволюціонував в Європейський союз. Брав участь у створенні Більдерберзького клубу.

## Біографія
Джозеф Ретінгер народився в Кракові (що на той час знаходився в складі Австро-Угорщини). Він був молодшим з чотирьох дітей. Його батько, Йозеф Станіслав Ретінгер, був особистим юристом та радником графа Владислава Замойські. Після смерті батька граф надав молодому Джозефу значну матеріальну допомогу і допоміг налагодити перші контакти в політичних колах.
У 1906—1908 роках Джозеф навчався на факультеті мистецтв Сорбонни, ставши наймолодшою людиною, яка отримала ступінь доктора філософії там у двадцять років. У 1910 році вивчав курс психології в Мюнхені. Переїхав до Лондона в 1911 році. Його найближчим другом став польський письменник Джозеф Конрад. Пізніше він написав про Конрада у своїй книзі «Конрад і його сучасники». У Лондоні Джозеф відповідав за роботу Польського національного комітету.
У 1912 році в Кракові одружився з Оталією Зубжицькою, їхній шлюб тривав 6 років. У 1917 році Ретінгер поїхав до Мексики, де став радником президента Мексики Плутарко Кальєса. Після початку Другої світової війни став радником глави польського уряду у вигнанні Владислава Сікорського. У 1944 році, у віці 56 років, він повернувся до окупованої Польщі, щоб зустрітися з провідними політичними діячами і доставити гроші в польське підпілля. Він пережив невдалу спробу замаху на його життя. Спроба отруєння Ретінгера (з використанням білого порошку, що імовірно міг містити штам сибірки) стала причиною поганого стану здоров'я, що тривав до самої смерті.
Ретінгер став головним прихильником Європейського об'єднання та одним із засновників Європейського руху і Ради Європи. Він став почесним Генеральним секретарем Європейського руху. У 1948 році брав участь у проведенні Європейського конгресу в Гаазі. Ретінгер став одним з ініціаторів Більдерберзької конференції в 1954 році і був секретарем клубу до своєї смерті від раку легенів в 1960 році.
У 1958 році був висунутий на здобуття Нобелівської Премії миру.

## Посади
- Директор лондонського відділення Польського національного комітету (1912—1914)
- Представник в Сполученому Королівстві Польської соціалістичної партії (1924—1928)
- Особистий радник генерала Плутарко Кальєса, президента Мексики (1919—1936)
- Особистий радник генерала В.Сікорського, прем'єр-міністр Польщі (1939—1943)
- Ініціатор Міжсоюзного Комітету міністрів закордонних справ (1942—1944)
- Співзасновник незалежної Ліги Європейського співробітництва (1946—1948) та генеральний секретар Європейської Ліги економічного співробітництва (1948—1960)
- Член Міжнародного Комітету руху за Європейську єдність (1947—1948)
- Генеральний секретар Європейського руху (1948—1950)
- Співзасновник групи, член Більдерберзького клубу (1952—1959)

## Роботи
- Dr. J. H. Retinger, Polacy w cywilizacjach zagranicznych (Poles in Foreign Civilizations), Warsaw, 1934.
- Joseph Retinger, Conrad and His Contemporaries, London: Minerva, 1941 and New York: Roy, 1942.
- Joseph Retinger, John Pomian, Memoirs of an Eminence, Sussex University Press, 1972. ISBN 0-85621-002-1 OCLC 844436367